# Vancouver Island Ranges
Die Vancouver Island Ranges, ehemals Vancouver Island Mountains, erstrecken sich hauptsächlich über Vancouver Island im Südwesten der kanadischen Provinz British Columbia und sind Teil der Insular Mountains.
Der Gebirgszug dehnt sich dabei insgesamt über eine Fläche von rund 31.788 km² aus.
Die Vancouver Island Ranges setzen sich aus den folgenden Teilen zusammen:
| Nummer | Name                  | Fläche in km² | Lage                                                                                           |
| ------ | --------------------- | ------------- | ---------------------------------------------------------------------------------------------- |
| 1      | Refugium Range        | 239           | Auf der Brooks-Halbinsel                                                                       |
| 2      | Sophia Range          | 150           | Auf Nootka Island, zwischen dem Esperanza Inlet und dem Nuchatlitz Inlet                       |
| 3      | Genevieve Range       | 101           | Auf Nootka Island, südlich der Sophia Range                                                    |
| 4      | Karmutzen Range       | 64            | Westlich des Nimpkish Lake, sowie zwischen dem Tlakwa Creek und dem Karmuzten Creek            |
| 5      | Hankin Range          | 287           | Zwischen dem Nimpkish Lake und dem Bonanza Lake                                                |
| 6      | Franklin Range        | 200           | Zwischen der Robson Bight an der Johnstone-Straße sowie dem Tsitika River und dem Kokish River |
| 7      | Bonanza Range         | 150           | Zwischen dem Nimpkish River und dem Tsitika River                                              |
| 8      | Sutton Range          | 448           | Zwischen dem Nimpkish River, dem White River, dem Oktwanch River und dem Gold River            |
| 9      | Newcastle Range       |               | An der Johnstone-Straße, westlich von Sayward-Kelsey Bay und nordöstlich des Adams River       |
| 10     | Prince of Wales Range | 188           | An der Ostküste von Vancouver Island etwa 40 Kilometer nördlich von Campbell River             |
| 11     | Halifax Range         | 51            | An der Johnstone-Straße zwischen dem Amor de Cosmos Creek und dem Pye Creek                    |
| 12     | Beaufort Range        | 448           | Nördlich von Port Alberni und westlich von Qualicum Beach                                      |
| 13     | Pelham Range          | 52            | Zwischen dem Sarita River und dem Alberni Inlet                                                |
| 14     | Somerset Range        | 203           | Zwischen dem Pacheena-Sarita River Becken und dem Klanawa River                                |
| 15     | Seymour Range         | 888           | Zwischen dem Cowichan Lake, dem San Juan River und dem Gordon River                            |
| 16     | Gowlland Range        | 58            | Bei Victoria, zwischen dem Saanich Inlet und der Brentwood Bay                                 |
| 17     | Pierce Range          | 94            | Südlich vom Gold River, zwischen dem Jacklah River und dem Burman River                        |
| 18     | Haihte Range          | 75            | Zwischen dem Tashsis River, dem Nomash River, dem Zeballos Lake und dem Woss Lake              |

Teilweise werden auch die Elk River Mountains im Strathcona Provincial Park als Bestandteil der Vancouver Island Ranges geführt.